# Rune Bratseth
Rune Bratseth (Trondheim, 19 maart 1961) is een voormalig Noors voetballer die als centrale verdediger zijn grootste successen vierde bij de Duitse eersteklasser Werder Bremen. Hij werd driemaal uitverkoren tot Noors voetballer van het jaar: 1991, 1992 en 1994.

## Clubcarrière
Hij begon zijn profcarrière in 1983 bij Rosenborg BK. Daar speelde hij tot 1987 en won hij één keer de Noorse landstitel. Vervolgens stapte hij over naar Werder Bremen, waar Bratseth bijna negen seizoenen op rij vaste keus was.

## Interlandcarrière
Bratseth speelde zestig interlands voor de nationale ploeg van Noorwegen, en scoorde eenmaal. Onder leiding van bondscoach Tor Røste Fossen maakte hij zijn debuut voor de nationale ploeg op 26 februari 1986 in de vriendschappelijke wedstrijd in en tegen Bermuda (1-2), net als Arne Møller en Jan Åge Fjørtoft. Bratseth was aanvoerder van de Noorse ploeg die deelnam aan het WK voetbal 1994 in de Verenigde Staten.

## Erelijst
Rosenborg BK
- Landskampioen van Noorwegen

1985
 Werder Bremen
- Landskampioen van Duitsland

1988, 1993
- DFB Pokal

1991, 1994
- Europacup II

1992